# Усов Олександр Володимирович
Олександр Володимирович Усов (біл. Аляксандр Уладзіміравіч Вусаў; 27 серпня 1977, Мінськ) — білоруський професійний велогонщик, спринтер. З 2010 року виступає за першу українську шосейну велокоманду ISD Continental Team